# والتر اشتانبک
والتر اشتانبک (آلمانی: Walter Steinbeck; ۲۶ سپتامبر ۱۸۷۸ – ۲۷ اوت ۱۹۴۲) هنرپیشه اهل آلمان بود.
از فیلم‌ها یا برنامه‌های تلویزیونی که وی در آن نقش داشته‌است می‌توان به تایتانیک، طلا و عشق بزرگ و کوچک اشاره کرد.